# Winchester Castle
Winchester Castle er en middelalderbygning i Winchester, Hampshire, England. Den blev grundlagt i 1067 umiddelbart efter den normanniske erobring af England, som en af de første normaniske borge. Kun Storsalen er endnu beveret, og det indeholder et museum om Winchesters historie.
Det er en listed building af første grad.